# Cetkovice
Cetkovice är en ort i Tjeckien.   Den ligger i regionen Södra Mähren, i den östra delen av landet, 170 km öster om huvudstaden Prag. Cetkovice ligger 401 meter över havet och antalet invånare är 730.
Terrängen runt Cetkovice är varierad. Runt Cetkovice är det ganska tätbefolkat, med 52 invånare per kvadratkilometer. Närmaste större samhälle är Velké Opatovice, 4,8 km nordväst om Cetkovice. Trakten runt Cetkovice består till största delen av jordbruksmark.